# Готфрид Гогенлоэ-Лангенбургский
Готфрид цу Гогенлоэ-Лангенбургский (нем. Gottfried zu Hohenlohe-Langenburg); полное имя — Готфрид Альфред Герман Пуль Максимилиан Виктор Гогенлоэ-Лангенбургский (нем. Gottfried Hermann Alfred Paul Maximilian Viktor zu Hohenlohe-Langenburg) (24 марта 1897 — 11 мая 1960) — немецкий аристократ, титулярный князь Гогенлоэ-Лангенбургский в 1950—1960 годах. Сын предыдущего князя Гогенлоэ-Лангенбургского Эрнста II и британской принцессы Александры Саксен-Кобург-Готской. Сделал карьеру в банковском деле. Член НСДАП с 1937 года. Во время Второй мировой войны служил главой разведки на Восточном фронте до 1944 года.

## Биография

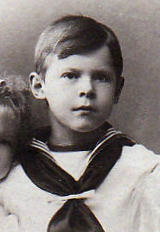
Принц Готфрид в возрасте девяти лет

Готфрид родился 24 марта 1897 года в Лангенбурге. Он был первенцем в семье принца Гогенлоэ-Лангенбургского Эрнста и его супруги Александра Саксен-Кобург-Готской. Он появился на свет через одиннадцать месяцев после свадьбы своих родителей. Впоследствии у него появились сестры Мария Мелита, Александра и Ирма. Его младший брат Альфред прожил только два дня. Резиденцией семьи был замок Лангенбург.
В 1900—1905 годах семья жила в герцогстве Саксен-Кобург-Гота, где его отец был регентом. В 1913 году после смерти своего отца Эрнст II унаследовал титул князя Гогенлоэ-Лангенбурского. Часто жил в Берлине в делах. Семья в это время часто жила на ферме Марии Саксен-Кобург-Готской в Тюрингии и поместье на юге Франции.
Воспитание детей было возложено на наставников и гувернанток. Готфрид после этого учился в Дрездене и Кобурге. В 1915 году он поступил добровольцем в армию.
В 1919 году после ухода со службы, два семестра изучал экономику в Гейдельбергском университете и проходил обучение коммерции в Берлине в 1920—1921 годах. Стажировался в банке Мюнхена в 1922—1923 годах. Впоследствии работал в различных международных компаниях и банках.
В 1927—1928 годах был помолвлен с богатой американской вдовой Глорией Морган-Вандербильт, которая имела малолетнюю дочь от первого брака. Их помолвка была расторгнута.
С 1933 года принц Готфрид Гогенлоэ-Лангенбургский занимался управлением семейной недвижимостью. Кроме Лангенбурга, в его ведении находился также замок Вайкерсхайм, где семья иногда проводила летние месяцы.
1 мая 1937 года принц Готфрид Гогенлоэ-Лангенбургский стал членом НСДАП № 4 023 070.
Во время Второй мировой войны он служил в офицерском звании на Восточном фронте до 1944 года, был главой разведывательной службы. Был серьёзно ранен. В июле 1944 года присоединился к заговору аристократов, которые планировали покушение на фюрера. Выведен за это из рядов армии по приказу Гитлера за «крамольные родственные связи с иностранными компаниями». В последние недели войны превратил Лангенбургский замок в главную местную перевязочную станцию и военный госпиталь, где размещались 40 раненых. Во время вторжения американских войск 12 апреля 1945 года провел переговоры, договорившись, что местное население будет иметь час, чтобы покинуть деревню перед обстрелом и добраться до его замка, где люди будут в безопасности. После войны он три месяца служил на военное правительство США как ландрат в Крайльсхайме. После этого вернулся к исполнению почетных обязанностей в клубах и ассоциациях, в том числе, в Автомобильном клубе Германии и Вюртембергской ассоциации дворян.
В 1947 году супруги не получили приглашение на свадьбу брата Маргариты Филиппа Маунтбаттена с принцессой Великобритании Елизаветой и-за симпатий Готфрида к нацистам в предыдущие годы.
11 декабря 1950 года после смерти своего отца Готфрид стал титулярным князем Гогенлоэ-Лангенбурга и главой княжеского дома Гогенлоэ-Лангенбург.
Как «согражданин среди сограждан», принц принимал участие в решении проблем населения и проявил большой интерес к сохранению культурных ценностей своей родины. Его усилия были вознаграждены началом медленного развития туризма в регионе. Весной 1950 года принц открыл кафе на территории розария замка. В том же году начал заниматься экспортом древесины. 11 декабря умер его отец, и Готфрид унаследовал титул князя Гогенлоэ-Лангенбургского. В 1960 году он сделал часть замка музеем, открытым для публики. Желающие могли посетить часовню и семь комнат (включая комнату в стиле барокко, комнату архивов, новую столовую, королевскую палату, библиотеку Феодоры и др). Таким образом Готфрид фактически заложил основы туризма в Лангенбурге.
Готфрид Гогенлоэ-Лангенбургский скончался в Лангенбурге 11 мая 1960 года в возрасте 63 лет. Похоронен на семейном кладбище Лангенбурга. Жена пережила его более чем на двадцать лет и была похоронена рядом с ним.

## Семья и дети

Принцесса Маргарита Греческая и Датская, супруга с 1931 года князя Готфрида Гогенлоэ-Лангенбурга

3 декабря 1930 года принц Готфрид обручился с принцессой Маргаритой Греческой и Датской (18 апреля 1905 — 24 апреля 1981), старшей дочерью принца Андрея Греческого и принцессы Виктории Алисы Елизаветы Юлии Марии Баттенберг. Венчание состоялось на 35-годовщину свадьбы его родителей, 20 апреля 1931 года в Лангенбурге. Брак оказался гармоничным. С 1933 года супруги постоянно проживали в Лангенбургском замке. После рождения мертвой дочери в 1933 году, пара имела пятерых детей:
- Мертворожденная дочь (род. и ум. 3 декабря 1933)
- Принц Крафт Александр Эрнст Людвиг Георг Эмих Гогенлоэ-Лангенбург (25 июня 1935 — 16 марта 2004) — следующий титулярный князь Гогенлоэ-Лангенбургский в 1960—2004 годах, был дважды женат, имел трех детей от первого брака;
- Принцесса Беатрикс Элис Мария Маргарита Мелита Гогенлоэ-Лангенбург (10 июня 1936 — 15 ноября 1997) — замужем не была, детей не имела;
- Принц Георг Андреас Генрих Гогенлоэ-Лангенбург (род. 24 ноября 1938) — женат с Луизой Шонбург-Вальденбургской, имеет двух дочерей;
- Принц Рупрехт Сигизмунд Филипп Эрнст Гогенлоэ-Лангенбург (7 апреля 1944 — 8 апреля 1978) — женат не был, детей не имел;
- Принц Альбрехт Вольфганг Кристоф Гогенлоэ-Лангенбург (7 апреля 1944 — 23 апреля 1992) — был женат на Марии-Хильдегарде Фишер, имел единственного сына.

Их четверо старших детей родились в Швебиш-Халле, в то время как два младших сына-близнеца, родились в Лангенбурге.

## Титулы
- 24 марта 1897 — 11 декабря 1950 — Его Светлость принц Готфрид Гогенлоэ-Лангенбургский;
- 11 декабря 1950 — 11 мая 1960 — Его Светлость князь Гогенлоэ-Лангенбургский.

## Награды[9]
- Железный крест 2-го и 1-го класса
- Почётный крест ветерана войны с мечами
- Нагрудный знак «За ранение» в серебре (1944)